# Chay (calciatore)
Chayene Medeiros Oliveira Santos, meglio noto come Chay (Maceió, 29 settembre 1990), è un calciatore brasiliano, attaccante del Volta Redonda.

## Biografia
Chiamato così come il personaggio del film C'era una volta il West di Sergio Leone, è nato a Maceió, nello Stato dell'Alagoas, e si è trasferito a Niterói, nello Stato di Rio de Janeiro, all'età di 4 anni. Una volta trasferitosi nella nuova città, ha iniziato una serie di trattamenti contro le allergie e a giocare a calcio a 5 su consiglio del medico.

## Carriera
Ha iniziato la sua carriera nel Canto do Rio nel 2008, all'epoca partecipante al Campeonato Carioca Série C, prima di trasferirsi al Bonsucesso, dove ha fatto parte della rosa dell'Under-20. Nel 2009 ha firmato con il Songkhla, formazione della massima divisione thailandese.
Nel 2013 si è accasato ai malaysiani del Kedah; durante il suo rientro in Brasile per le vacanze, è stato colpito da un proiettile vagante. Escluso dalla squadra per "motivi burocratici", ha fatto così ritorno nel suo paese natale e ha iniziato una carriera nel calcio a 7, vestendo le maglie di Fluminense, Flamengo e Botafogo. Nel 2018 è stato convocato dalla nazionale brasiliana di calcio a 7, con la quale ha vinto la Copa América de Seleções ed è stato nominato miglior giocatore del torneo.
È tornato a giocare a calcio a 11 solo nel 2017, quando si è unito al Bela Vista. Il 15 gennaio 2018 si è trasferito al Mogi Mirim, ma ha lasciato il club dopo aver collezionato appena nove presenze, infatti il 22 maggio successivo ha firmato con il São Gonçalo EC.
Il 16 gennaio 2019 è stato acquistato dal Rio Branco-AC. Tornò nello Stato di Rio de Janeiro il 23 aprile successivo, dopo aver firmato un contratto con l'America-RJ.
Per la stagione 2020 si è accasato alla Portuguesa-RJ, dove ha giocato con regolarità tra Campionato Carioca e Série D. È stato protagonista del Campionato Carioca 2021 dopo aver segnato cinque gol in tredici partite.
Il 25 maggio 2021 viene annunciato il suo trasferimento al Botafogo, nella seconda divisione brasiliana, in prestito fino alla fine dell'anno. Il 31 agosto, dopo aver segnato otto gol, ha firmato un contratto a tempo indeterminato con il club fino al 2024; la Portuguesa possiede il 50% del suo cartellino.

## Statistiche

### Presenze e reti nei club
Statistiche aggiornate al 28 maggio 2023.
| Stagione        | Squadra         | Campionato      | Campionato | Campionato | Coppe nazionali | Coppe nazionali | Coppe nazionali | Coppe continentali | Coppe continentali | Coppe continentali | Altre coppe | Altre coppe | Altre coppe | Totale | Totale |
| Stagione        | Squadra         | Comp            | Pres       | Reti       | Comp            | Pres            | Reti            | Comp               | Pres               | Reti               | Comp        | Pres        | Reti        | Pres   | Reti   |
| --------------- | --------------- | --------------- | ---------- | ---------- | --------------- | --------------- | --------------- | ------------------ | ------------------ | ------------------ | ----------- | ----------- | ----------- | ------ | ------ |
| 2017            | Bela Vista-RJ   | B2/RJ           | 6          | 4          |                 | -               | -               |                    | -                  | -                  |             | -           | -           | 6      | 4      |
| 2018            | Mogi Mirim      | A3/SP           | 9          | 0          |                 | -               | -               |                    | -                  | -                  |             | -           | -           | 9      | 0      |
| 2018            | São Gonçalo EC  | B1/RJ           | 18         | 6          |                 | -               | -               |                    | -                  | -                  |             | -           | -           | 18     | 6      |
| 2019            | Rio Branco-AC   | PD/AC           | 10         | 6          | CB              | 1               | 0               |                    | -                  | -                  |             | -           | -           | 11     | 6      |
| 2019            | America-RJ      | B1/RJ           | 19         | 3          |                 | -               | -               |                    | -                  | -                  |             | -           | -           | 19     | 3      |
| 2020            | Portuguesa-RJ   | A/RJ+D          | 15+8       | 4+1        |                 | -               | -               |                    | -                  | -                  |             | -           | -           | 23     | 5      |
| 2021            | Portuguesa-RJ   | A/RJ            | 13         | 5          |                 | -               | -               |                    | -                  | -                  |             | -           | -           | 13     | 5      |
| 2021            | Botafogo        | B               | 31         | 8          | CB              | -               | -               |                    | -                  | -                  |             | -           | -           | 31     | 8      |
| 2022            | Botafogo        | A/RJ+A          | 5+12       | 0          | CB              | 0               | 0               |                    | -                  | -                  |             | -           | -           | 17     | 0      |
| 2022            | Cruzeiro        | B               | 6          | 0          | CB              | -               | -               |                    | -                  | -                  |             | -           | -           | 6      | 0      |
| 2023            | Ceará           | PD/CD+B         | 6+7        | 0          | CB              | -               | -               |                    | -                  | -                  | CdN         | 8           | 0           | 21     | 0      |
| Totale carriera | Totale carriera | Totale carriera | 165        | 37         |                 | 1               | 0               |                    | -                  | -                  |             | 8           | 0           | 174    | 37     |

## Palmarès

### Club

#### Competizioni nazionali
- Campeonato Brasileiro Série B: 2

Botafogo: 2021
Cruzeiro: 2022